# San Ysidro, New Mexico
San Ysidro, New Mexico (енгл. San Ysidro) насељено је место без административног статуса у америчкој савезној држави Њу Мексико.

## Демографија
По попису из 2010. године број становника је 2.090.
| Група             | 2000.    | 2010.         |
| Белци             | 0 (0,0%) | 929 (44,4%)   |
| Афроамериканци    | 0 (0,0%) | 16 (0,8%)     |
| Азијати           | 0 (0,0%) | 9 (0,4%)      |
| Хиспаноамериканци | 0 (0,0%) | 1.099 (52,6%) |
| Укупно            | 0        | 2.090         |